# Jazze Pha
Jazze Pha (eigentlich Phalon Alexander; * 1972 in Memphis, Tennessee) ist ein US-amerikanischer Rapper, Songwriter und Musikproduzent.
Pha, der sich in den letzten Jahren vor allem im Raum Atlanta einen Namen als Rapper und DJ gemacht hat, zählt seit 2002–2003 zu den bekanntesten amerikanischen Musikproduzenten im Hip-Hop- und R&B-Genre. Er schrieb unter anderem Hits für Aaliyah, Missy Elliott, Michelle Williams, Nelly, Angie Stone, David Banner, Monica und P. Diddy. Zu seinen bekanntesten Produktionen zählen vor allem Ciaras „One, Two Step“ und Notorious B.I.G.s „Nasty Girl“. Ein Merkmal von vielen Jazze-Pha-Produktionen ist, dass am Anfang des Liedes die Worte „(a) Jazze Phizzle productizzle“ oder „Ladies and Gentlemen“ gerufen werden.
Im Frühjahr 2006 sollte sein Debütalbum „Happy Hour“ erscheinen, das er zusammen mit Co-Produzent CeeLo Green eingespielt hat und auf dem unter anderem Kollaborationen mit den Pussycat Dolls und Ciara enthalten sind. Der Veröffentlichungstermin verschob sich aber immer weiter.

## Diskografie

### Produktionen (Auswahl)
- 1994: „Sho'Nuff“ (Tela feat. Jazze Pha, Eightball & MJG)
- 2002: „Fair Xchange (Jazze Pha Remix)“ (2Pac ft. Jazze Pha)
- 2002: „Area Codes“ (Ludacris feat. Nate Dogg)
- 2002: „Do that“ (Birdman feat. P. Diddy, Mannie Fresh & Tateeze)
- 2003: „Let's get down“ (Bow Wow feat. Birdman)
- 2003: „Let's get away“ (T.I. feat. Jazze Pha)
- 2003: „Luv me Baby“ (Murphy Lee feat. Sleepy Brown & Jazze Pha)
- 2004: „One, Two Step“ (Ciara feat. Missy Elliott)
- 2004: „Earthquake“ (Lil Wayne feat. Jazze Pha)
- 2004: „I want to thank ya“ (Angie Stone featuring Snoop Dogg)
- 2004: „Stay fresh“ (Jody Breeze feat. Jazze Pha)
- 2004: „Choosin'“ (Too Short feat. Keri Hilson, Jagged Edge und Jazze Pha)
- 2004: „Get loose“ (T.I. feat. Nelly)
- 2004: „Na-Nana-Na“ (Nelly featuring Jazze Pha)
- 2005: „Errtime“ (Nelly featuring King Jacob & Jung Tru)
- 2005: „Break you off“ (feat. Jacki-O)
- 2005: „Touching“ (David Banner feat. Jazze Pha)
- 2005: „Felonies“ (Boyz N Da Hood)
- 2005: „Boogie Oogie Oogie“ (Brooke Valentine featuring Yo-Yo & Fabolous)
- 2005: „Incredible feelin'“ (Slim Thug feat. Jazze Pha)
- 2005: „Everybody Loves A Pimp“ (Slim Thug feat. Jazze Pha)
- 2005: „Nasty Girl“ (Notorious B.I.G. feat. P. Diddy, Nelly, Jagged Edge und Avery Storm)
- 2006: „So What“ (Field Mob feat. Ciara)
- 2006: „You should be my Girl“ (Sammie featuring Sean P)
- 2006: „I know you want me“ (Young Buck featuring Jazze Pha)
- 2006: „Unappreciated“ (Cherish)
- 2006: „Get up“ (Ciara featuring Chamillionaire)
- 2006: „Stop-N-Go“ (UGK feat. Jazze Pha)
- 2007: „Ride like this“ (LAX Boyz)
- 2007: „When I Hustle“ (Huey feat. Lloyd)
- 2007: „Gimme Whatchu Got“ (Chris Brown feat. Lil Wayne)

### Gastbeiträge / Sonstige
- 2007: Stop-N-Go auf Underground Kingz von UGK